# William Michaels
William Michaels (ur. 13 lipca 1876 w Alcoa, zm. w 1934) – amerykański bokser. W 1904 roku na letnich igrzyskach olimpijskich w St. Louis zdobył brązowy medal w kategorii ciężkiej, przegrywając w półfinale z Samuelem Bergerem.